# Council of Conservative Citizens
Council of Conservative Citizens (CofCC sau CCC) este o organizație americană supremacistă. Înființată în 1985, aceasta susține valorile naționalismul alb și unele cauze paleoconservatoare. Conform principiilor organizației, aceasta „se opune tuturor încercărilor de a metisa rasele umane”.
Sediul central al organizației este situat în Potosi, Missouri, iar începând din 2015, președintele grupului este Earl Holt, Jared Taylor este purtătorul de cuvânt al grupului, iar Paul Fromm⁠(d) este directorul său internațional. Valorile organizația CCC au fost preluate de la organizația Citizens' Councils of America⁠(d), fondată în 1954. Lista originală de corespondență a CCC era identică cu cea a Citizen's Council.

## Istoric
Council of Conservative Citizens a fost înființată în 1985 în Atlanta, Georgia, iar mai târziu sediul central a fost mutat în St. Louis, Missouri. CCC era formată  din supremaciști albi, inclusiv foști membri ai Citizens' Councils of America, o organizație segregaționistă care a fost cunoscută între anii '50 și '70. Lester Maddox - fost guvernator al Georgiei - și Leonard Wilson - membrul al organizației Sons of Confederate Veterans - sunt fondatori ai CCC. Gordon Lee Baum, un avocat pensionat, a ocupat funcția de CEO până la moartea sa în martie 2015.   Earl P. Holt III din Longview, Texas este președintele curent al organizației. 
Grupul organizează adesea întâlniri cu diferite asociații etnonaționaliste din Statele Unite, iar uneori și cu organizații naționaliste din Europa. În 1997, mai mulți membri ai CCC au participat la un eveniment găzduit de partidul lui Jean-Marie Le Pen, Frontul Național. 
În urma mai multor articole care discută relațiile unor oameni politici cu White Citizens' Councils, numeroși politicieni conservatori s-au distanțat de organizație. Un exemplu este avocatul Bob Barr care deși a susținut un discurs în cadrul CCC, în 1999 a declarat că convingerile rasiale ale grupului sunt „dezgustătoare” și că nu era conștient de natura organizației la momentul discursului. Barr a ținut discursul principal la convenția națională din 1998.
În următorii ani, presa a discutat despre relația altor politicieni cu organizația   Senatorul Trent Lott, a fost unul dintre acești politicieni. În urma articolelor de presă, președintele Comitetului Național Republican, Jim Nicholson, a denunțat CCC pe motiv că susțin „convingeri rasiste și naționaliste” și i-a cerut lui Lott să denunțe în mod oficial organizația. Deși Lott a refuzat acest lucru, a renunțat la calitatea de membru. Ulterior, Nicholson i-a cerut lui Lott să-și denunțe convingerile la scurt timp după ce Lott a susținut un discurs la ziua de naștere a senatorului Strom Thurmond în 2002 unde a lăudat campania prezidențială a partidului Dixiecrat⁠(d)din 1948. Ca urmare a comentariilor lui Nicholson, Lott și-a cerut scuze pentru susținerea segregaționismului, trecutului său și a altor afirmații. De asemenea, acesta a pierdut susținerea unor importanți susținători ai segregației, inclusiv a lui Thurmond. La scurtă vreme, Lott a demisionat din funcția de senator.
În mod similar, fostul senator Dick Gephardt, a participat la un eveniment al predecesorului St. Louis al organizației, „Metro-South Citizens Council”, cu puțin timp înainte ca numele să fie schimbat la mijlocul anilor 1980. El a spus în repetate rânduri că a fost o greșeală. 
În 1993, Mike Huckabee, pe atunci locotenent-guvernator al Arkansasului⁠(d), a fost de acord să susțină un discurs la convenția națională a CCC din Memphis, Tennessee, în timpul campaniei sale pentru funcția de guvernator al statului Arkansas. La momentul convenției, Huckabee nu a putut să părăsească Arkansas. El a trimis un discurs video care a fost „vizionat și bine primit de public” conform buletinului informativ al organizației.  Cu toate acestea, după alegerea sa în calitate de guvernator în aprilie 1994, Huckabee a renunțat la un discurs pe care trebuia să-l susțină în cadrul CCC. Acesta a susținut că: „Nu voi participa la niciun program care să aibă nuanțe rasiste. Am petrecut o viață luptând împotriva rasismului și antisemitismului."
Southern Poverty Law Center (SPLC) și Miami Herald au expus un număr 38 de politicieni statali și locali care au apărut la evenimentele CCC între 2000 și 2004. Anti-Defamation League (ADL) susține că următorii politicieni sunt fie membri, fie au susținut discursuri în cadrul unor întâlniri: senatorul Trent Lott, guvernatorul Mississippi Haley Barbour, senatorii statului Mississippi Gary Jackson și Dean Kirby, foștii guvernatori Guy Hunt din Alabama și Kirk Fordice din Mississippi. Se suspectează că și senatorul american Roger Wicker din Mississippi ar fi participat.
În 2005, Council of Conservative Citizens a susținut o conferința națională în Montgomery, Alabama. La conferință au vorbit George Wallace Jr., fost trezorier de stat care candida la momentul respectiv pentru funcția de locotenent-guvernator, și actorul Sonny Landham.
Mississippi este singurul stat care are politicieni membri ai organizației CCC, inclusiv senatori de stat. Council of Conservative Citizens a declarat la un moment dat că are 34 de membri în legislatura din Mississippi.